# Teodozijev zakonik
Teodozijev zakonik (latinsko Codex Theodosianus) je zbirka zakonov krščanskih cesarjev Rimskega cesarstva, ki so bili izdani po letu 312. Delovno skupino za zbiranje zakonov sta ustanovila cesar Teodozij II. in njegov socesar Valentinijan III. 26. marca 429. Zakonik je bil objavljen 15. februarja 438 in začel veljati 1. januarja 439. 
Glavni namen Zakonika je bil boljši pregled nad zakonskimi akti poznega cesarstva (321–429), ki so do začetka 5. stoletja postali neobvladljivi.

## Zgodovina
26. marca 429 je cesar Teodozij II. napovedal senatu v Konstantinoplu, da namerava sestaviti delovno skupino, ki bo zbrala vse zakonske predpise (leges) od vladavine cesarja Konstantina I. do Teodozija II. in Valentinijana III. Leta 429 je začelo v dveh delovnih skupinah delati dvaindvajset učenjakov, ki so v devetih letih sestavili tako imenovani Teodozijev zakonik. Vodja obeh skupin je bil pravnik, prefekt in konzul Antioh Huzon iz Antiohije.
Zakonik je obsegal 16 knjig, ki so vsebovale več kot 2500 predpisov, izdanih od leta 313 do 437. Predpisi so obravnavali politične, socialno-ekonomske, kulturne in verske zadeve in so veljali za celo cesarstvo.
Objavljena sta bila tudi Codex Gregorianus, zbirka cesarskih aktov, izdanih v letih 291–294, in Codex Hermogenianus, okrnjena zbirka prepisov iz leta 295.
Uredniki so med zbiranjem zelo obsežnega gradiva pogosto naleteli na več kopij istega zakona in kasneje spremenjena izvirna besedila.
Po šestih letih dela je leta 435 nastala prva različica zakonika, ki ni bila objavljena. Zakonik so še razširili in dokončali leta 438 in ga poslali v potrditev senatoma v Konstantinoplu in Rimu. 

## Vsebina
Zakonik je bil napisan v latinščini in je vseboval termina konstantinopelski in rimski po Konstantinovi in prvotni rimski prestolnici v Italiji. Ker so bile v tistem času vroče verske polemike z arijani, je obravnaval tudi pravovernost v krščanstvu in vseboval kar 65 odlokov, naperjenih proti heretikom.
Teodozij je prvotno nameraval zbrati samo postklasične splošne zakone (constitutiones principum, leges generales)  od Konstantina dalje, ki bi se uporabljali kot priloga Codexa Gregorianus in Codexa Hermogenianus. Zakonik naj bi v prilogah vseboval mnenja in zapise antičnih rimskih pravnikov, podobno kot kasnejši Justinijanov zakonik. Načrt se je izkazal kot preobsežen, zato se je Teodozij osredotočil samo na zakone, ki so bili objavljeni od Konstantina do časa, v katerem je zbirka nastajala. Posledice te odločitve se kažejo v veliki razliki med Teodozijevim in kasnejšim Justinijanovim zakonikom Corpus Iuris Civilis, ki je bil objavljen približno sto let kasneje.

## Krščanstvo
Teodozij je poleg razjasnitev nejasnosti in poenostavitve zakonika poskušal tudi utrditi krščanstvo kot državno vero, potem ko je bilo pod Konstantinom dekriminalizirano. Sveti Avguštin v svojem delu De civitate Dei (O Božjem mestu) na vso moč hvali Teodozijevega starega očeta Teodozija Velikega kot "krščanskega vladarja, katerega pobožnost se je izrazila v zakonih, ki jih je izdal (njegov vnuk) v korist katoliške cerkve".
Teodozijev zakonik na primer jasno določa, da se morajo vsi pravni postopki v Velikem tednu prekiniti in da morajo biti vsa sodišča v teh petnajst dneh zaprta.

## Pomen
Zapuščina Codexa Theodosianusa je dvojna. Na eni strani je treba upoštevati posledice, ki jih je imel za rimsko cesarstvo, obenem je pa potrebno nanj tudi gledati z vidika germanskih ljudstev in držav, ki so nastale na področju propadlega zahodnorimskega cesarstva. Teodozijanov zakonik v oziru na rimsko državi ni bil dovolj reformen po svoji vsebini in je le preprečil še nadaljnji padec rimskih pravnih norm, ni jih pa dokončno zaustavil, niti ni rešil problemov v samem rimskem pravnem sistemu. Nekateri zakoni so bili še vedno kontradiktorni in zakon je bil na nekaterim mestih pomanjkljiv. Odraz nezadostnosti Teodozijevega zakonika je Justinijanov Corpus Iuris Civilis, ki je nastal zaradi pomanjkljivosti v zakonu, ki so bile še za čas njegove vlade (začenši 527) več kot očitne.  
Je pa Teodozijev zakonik pomemben predvsem v oziru na novo-nastajaoče germanske in ostale državne tvorbe, ki so se pojavljale ozemlju zahodnega cesarstva od sredine petega stoletja naprej. Tako je možno pomembne segmente zakonika, ki se navezujejo na več kategorij tako civilnega kot tudi kazenskega prava, najti v skoraj vseh zakonikih, ki so se formirali v prehodnem obdobju. Med drugim so odločbe vplivale na Vizigotski, Langobardski in Frankovski pravni sistem. Najpomembnejši odraz tega je zbirka zakonov imenovana Alarikov Breviarij (Breviarium Alaricianum oziroma Lex Romana Visigothorum) iz leta 506, ki je definiral pravno življenje v Vizigotski državi. Tako se je ohranilo rimsko pravo v relativno nespremenjeni obliki v zahodni Evropi, posebej na področju Akvitanske Galije (JZ Francija) in Narbonske Galije (današnja Provensa v južni Franciji) ter kasneje na področju Toledskega kraljestva Vizigotov v Hispaniji.